# Лідська рівнина
Лідська рівнина — рівнина на північному заході Білорусі, в Вороновському, частково в Ів'євському, Лідському і Щучинському районах Гродненської області. На північному заході заходить на територію Литви.
Протяжність з південного заходу на північний схід 125 км, з півночі на південь 50 км. Висоти 150 — 200 м. Пологохвильова вторинна моренна рівнина, має легкий нахил до долини річки Німан. Складена валунними супесями і суглинками, місцями водно-льодовиковими пісками. Коливання відносних висот до 5 м. Поверхня ускладнена мережею ложбин стоку, заболоченими долинами дрібних річок та струмків, термокарстовими западинами.
Рілля займає 40 % території, під лісом 30 %.